# Kocham Yamadę na 999 poziomie!
Kocham Yamadę na 999 poziomie! (jap. 山田くんとLv999の恋をする Yamada-kun to Lv999 no koi o suru) – manga autorstwa Mashiro, publikowana w magazynie internetowym „Ganma!” wydawnictwa Comic Smart od marca 2019. Wydanie mangi w Polsce zapowiedziało Studio JG.
Na jej podstawie studio Madhouse wyprodukowało serial anime, który był emitowany od kwietnia do czerwca 2023.

## Fabuła
Historia opowiada o Akane Kinoshicie, studentce, która została rzucona przez chłopaka po tym, jak ten zdradził ją z dziewczyną poznaną w grze online. Akane również jest graczką, dlatego postanawia zrelaksować się i rozładować swoją złość, grając w grę o nazwie Forest of Savior. Podczas rozgrywki spotyka Akito Yamadę, jednego z członków jej gildii. Tak rozpoczyna się ich znajomość, zarówno w świecie wirtualnym, jak i rzeczywistym.

## Bohaterowie
- Akane Kinoshita (jap. 木之下 茜 Kinoshita Akane)

Seiyū: Inori Minase 
- Akito Yamada (jap. 山田 秋斗 Yamada Akito)

Seiyū: Kōki Uchiyama 
- Eita Sasaki (jap. 佐々木 瑛太 Sasaki Eita)

Seiyū: Natsuki Hanae 
- Runa Sasaki (jap. 佐々木 瑠奈 Sasaki Runa)

Seiyū: Ai Kakuma 
- Momoko Maeda (jap. 前田 桃子 Maeda Momoko)

Seiyū: Saori Ōnishi 
- Takezo Kamota (jap. 鴨田 たけぞう Kamota Takezō)

Seiyū: Nobuo Tobita 
- Yukari Tsubaki (jap. 椿 ゆかり Tsubaki Yukari)

Seiyū: Rio Tsuchiya 

## Manga
Pierwszy rozdział mangi został opublikowany 7 marca 2019 w magazynie internetowym „Ganma!” wydawnictwa Comic Smart. Następnie Media Factory rozpoczęło zbieranie rozdziałów do wydań w formacie tankōbon, których pierwszy tom ukazał się 21 lutego 2020. Według stanu na 22 listopada 2024, do tej pory wydano 10 tomów.
W Polsce licencję na wydawanie mangi zakupiło Studio JG.
| Nr | Język japoński       | Język japoński         | Język polski | Język polski           |
| Nr | Data wydania         | ISBN                   | Data wydania | ISBN                   |
| -- | -------------------- | ---------------------- | ------------ | ---------------------- |
| 1  | 21 lutego 2020       | ISBN 978-4-04-064520-9 | 9 maja 2025  | ISBN 978-83-8257-722-8 |
| 2  | 23 września 2020     | ISBN 978-4-04-064954-2 | —            |                        |
| 3  | 23 marca 2021        | ISBN 978-4-04-680295-8 | —            |                        |
| 4  | 21 września 2021     | ISBN 978-4-04-680776-2 | —            |                        |
| 5  | 22 kwietnia 2022     | ISBN 978-4-04-681368-8 | —            |                        |
| 6  | 21 października 2022 | ISBN 978-4-04-681914-7 | —            |                        |
| 7  | 21 kwietnia 2023     | ISBN 978-4-04-682409-7 | —            |                        |
| 8  | 23 października 2023 | ISBN 978-4-04-683001-2 | —            |                        |
| 9  | 23 kwietnia 2024     | ISBN 978-4-04-683595-6 | —            |                        |
| 10 | 22 listopada 2024    | ISBN 978-4-04-684125-4 | —            |                        |

## Anime
Adaptacja w formie telewizyjnego serialu anime została ogłoszona 24 września 2022 podczas wydarzenia Aniplex Online Fest 2022. Została wyprodukowana przez studio Madhouse i wyreżyserowana przez Morio Asakę. Scenariusz napisał Yasuhiro Nakanishi, postacie zaprojektował Kunihiko Hamada, a muzykę skomponowli Mito i De De Mouse. Seria była emitowana od 2 kwietnia do 25 czerwca 2023 w Tokyo MX i innych stacjach. Motywem otwierającym jest „Gradation” (jap. ぐらでーしょん Guradeshon) autorstwa Kana-Boon i Yūho Kitazawy, natomiast końcowym „Trick Art” (jap. トリック・アート Torikku āto) w wykonaniu Ryūjina Kiyoshiego. Prawa do dystrybucji poza Azją nabył Crunchyroll.

## Odbiór
W 2020 roku seria zajęła 9. miejsce w konkursie Next Manga Award w kategorii manga internetowa, w kolejnym zaś roku uplasowała się na miejscu czwartym. W 2021 roku zajęła 9. miejsce w ankiecie, w której pytano ludzi, jaką adaptację anime na podstawie mangi najbardziej chcieliby zobaczyć. W konkursie Tsutaya Comic Award 2021 manga zajęła 6. miejsce, natomiast w 2022 zdobyła główną nagrodę.